# Бешкетове
Бешке́тове — станція Знам'янської дирекції Одеської залізниці, розміщена на лінії Помічна — Підгородна.
Розташований на території Новоукраїнського району Кіровоградської області за 2 км на південь від села Олексіївки.
Разом зі станціями Помічна, Висоцьке, Кропивницька та Олійникове входить до складу помічнянського залізничного вузла.
Відкритий в 1937 році як роз'їзд. У 2023 році переведений у розряд станцій.